# Paw Paw (Michigan)
Paw Paw is een dorp (village) in de Amerikaanse staat Michigan, en valt bestuurlijk gezien onder Van Buren County.

## Demografie
Bij de volkstelling in 2000 werd het aantal inwoners vastgesteld op 3363.
In 2006 is het aantal inwoners door het United States Census Bureau geschat op 3301, een daling van 62 (-1,8%).

## Geografie
Volgens het United States Census Bureau beslaat de plaats een oppervlakte van
7,4 km², waarvan 6,9 km² land en 0,5 km² water. Paw Paw ligt op ongeveer 241 m boven zeeniveau.

## Plaatsen in de nabije omgeving
De onderstaande figuur toont nabijgelegen plaatsen in een straal van 16 km rond Paw Paw.